# Leandro Sosa (Fußballspieler, 1991)
Leandro Sosa, vollständiger Name Luis Leandro Sosa Otermin, (* 18. März 1991 in Montevideo) ist ein uruguayischer Fußballspieler.

## Verein
Der nach Angaben seines Vereins 1,77 Meter große Defensivakteur Sosa stammt aus der Jugend Danubios. Er stand mindestens seit der Apertura 2011 im Kader des Erstligisten Danubio. Für die Montevideaner bestritt er in den Spielzeiten 2011/12 und 2012/13 sechs bzw. neun Spiele in der Primera División. In der Saison 2013/14, die seine Mannschaft mit dem Gewinn des Landesmeistertitels abschloss, kam er zu zwölf weiteren Erstligaeinsätzen und erzielte zwei Tore. In der Saison 2014/15 wurde er in 20 Erstligaspielen (ein Tor), zwei Partien (kein Tor) der Copa Sudamericana 2014 und sechs Begegnungen (ein Tor) der Copa Libertadores 2015 eingesetzt. Während der Spielzeit 2015/16 folgten 22 weitere Erstligaeinsätze (zwei Tore) und zwei absolvierte Partien (kein Tor) in der Copa Sudamericana 2015. Im Juli 2016 wechselte er nach Argentinien zum Club Atlético Aldosivi. Bislang (Stand: 16. Juli 2017) lief er bei den Argentiniern in 25 Ligaspielen (ein Tor) auf.

## Erfolge
- Uruguayischer Meister 2013/14